# Papaqçılar
Papaqçılar è un comune dell'Azerbaigian situato nel distretto di Tovuz. Conta una popolazione di 1 387 abitanti.